# 시카고 PD
시카고 PD(Chicago PD)는 2014년부터 방영중인 텔레비전 드라마로, 《시카고 파이어》의 첫번째 스핀오프 드라마이다.